# Евелина Хањска
Евелина Хањска (пољ. Ewelina Hańska; Погребишће, 6. јануар 1801 — Париз, 10. април 1882), рођена Ржевуска, била је пољска грофица и руска поданица, жена Оноре де Балзака.
Њен први муж био је Венцеслав Гански (1784—1842), предводник племића у Волни и носилац многих ордена, уједно и власник једног замка у Верховни, који су због раскоши називали „волнски Версај“. Био је старији од Евелине 22 године. Тај брак је био склопљен само да би се сачувало богатство њене породице.
У Евелинину сестру, Каролину Собанску, једно вријеме је био заљубљен Пушкин.

## Упознавање и свадба с Оноре де Балзаком
Фебруара 1832. године, Балзак је примио писмо из Одесе, без повратне адресе и потписано само са L'Étrangère (Странац) – које је исказивало тугу, цинизам и атеизам у La Peau de Chagrin (Шагренова кожа) и њено негативно сликање жене. Дао је оглас у Gazette de France, надајући се да ће се његова критичарка јавити. Тако је почела петнестогодишња кореспонденција Балзака са „његовим најљепшим сном“: Евелином Ганском. По закону Руске Империје сагласност за ступање у брак са страним грађанином могао је дати само император Николај I.
Са госпођом Хањском Балзак се састаје најпре у Швајцарској 1833. године, затим и у Бечу и Петрограду. Након што је постала удовица 1842. године, госпођа Хањска одбија руку Франца Листа. Балзак ће са њом путовати по Њемачкој, Француској, Холандији и Белгији. Вјенчаће се са госпођом Хањском 14. марта 1850. године у Бердичеву, данас један од центара Житомирске области Украјине. Један од сватова је био гроф Георг Мнишек, који је био рођак тадашње руске царице Марине Мнишек. После церемоније Балзак је рекао Евелини: „Ура! Ја сам успио то, што није могао Бонапарта!.. У твоме лицу ја сам покорио Русију“.
Пет мјесеци послије вјенчања, 18. августа, Балзак је умро. У вријеме његове смрти са њим је била једино његова мајка, пошто је г-ђа Хањска била на путовању.